# Gorgasia hawaiiensis
Gorgasia hawaiiensis är en fiskart som beskrevs av Randall och Chess, 1980. Gorgasia hawaiiensis ingår i släktet Gorgasia och familjen havsålar. Inga underarter finns listade i Catalogue of Life.